# Nightfall (řecká hudební skupina)
Nightfall (v překladu z angličtiny soumrak) je řecká metalová kapela, která byla založena roku 1991 ve městě Athény zpěvákem/baskytaristou/klávesistou Efthimisem Karadimasem. Raná tvorba byla orientována do death/doom metalu, v roce 1995 došlo ke změně stylu na gothic/black metal, přičemž některé deathmetalové elementy zůstaly v její hudbě zachovány.
Debutové studiové album s názvem Parade into Centuries vyšlo roku 1992 pod hlavičkou francouzského hudebního vydavatelství Holy Records.

## Diskografie
Dema
- Vanity (1991)
- Live (1992)

Studiová alba
- Parade into Centuries (1992)
- Macabre Sunsets (1993)
- Athenian Echoes (1995)
- Lesbian Show (1997)
- Diva Futura (1999)
- I Am Jesus (2003)
- Lyssa: Rural Gods and Astonishing Punishments (2004)
- Astron Black and the Thirty Tyrants (2010)
- Cassiopeia (2013)
- At Night We Prey (2021)

EP
- Eons Aura (1995)
- Anthems of the Night (1999)
- Electronegative (1999)
- In the Temple of Ishtar (2022)

Kompilační alba
- Eons Aura / Parade into Centuries (1994)

Box sety
- Holy Nightfall: The Black Leather Cult Years (2020)

Split nahrávky
- Promo Tape '92 (1992) – split audiokazeta společně s francouzskou kapelou Misanthrope

Singly
- Oh Black Queen, Oh You're Mine (1993)
- I Am Jesus (2003)
- Mean Machine (2023)